# Districte de Barnim
El districte de Barnim (en alemany: Landkreis Barnim) és un districte de l'estat federal de Brandenburg, Alemanya. Fa frontera per l'est amb la república de Polònia, el districte de Märkisch-Oderland, la ciutat estat de Berlín i els districtes de Overhavel i Uckermark.

## Geografia
El Landkreis Barnim limita al nord amb el districte de Uckermark, a l'oest amb el districte de Oberhavel, al sud amb l'estat federal/ciutat de Berlín i el districte de Märkisch-Oderland. A l'oest amb la frontera amb Polònia i amb la ciutat (Woiwodschaft Westpommern).

## Història
El districte va tenir la seva composició territorial actual per primera vegada l'any 1993 per la fusió dels extints districtes de Finsterwalde, Bad Liebenwerda i Herzberg.